# Et Eventyr i Rosenborg Have
Et Eventyr i Rosenborg Have er en musikalsk komedie af C.E.F. Weyse til en tekst af Casper Johannes Boye. Værket fik premiere i København den 26. maj 1825.